# Lindsay Zanno
Lindsey Zanno je americká vertebrátní paleontoložka, specializující se na druhohorní neptačí dinosaury. Je známá jako odbornice na taxonomii terizinosaurů a zároveň pro svůj inovativní přístup k výzkumu (zejména využití moderních zobrazovacích a laboratorních technik při výzkumu). Mezi její zajímavé objevy patří velký alosauroid Siats meekerorum, kterého objevila a popsala spolu s kolegou Peterem J. Makovickym. Zanno vystudovala Univerzitu v Novém Mexiku (B.Sc. v roce 1999) a následně Univerzitu v Utahu (M.Sc. v roce 2004, Ph.D. v roce 2008). V současné době působí jako vedoucí laboratoře Paleontology & Geology Research Laboratory na Univerzitě v Severní Karolíně.